# Значок парашутиста США

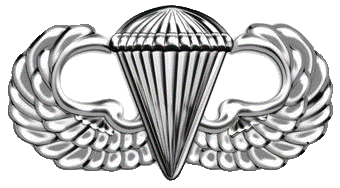
Значок парашутиста США

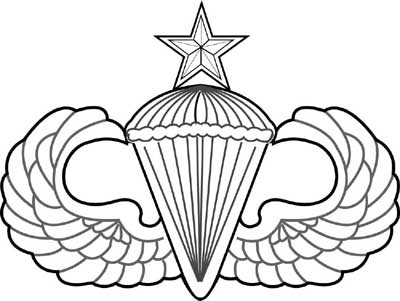
Значок сеньйора-парашутиста США

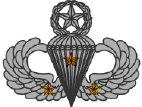
Значок майстра-парашутиста США, який здійснив 3 стрибки з парашутом у тил противника в бойовій обстановці

Значо́к парашути́ста США — військова нагорода, нагрудний знак Збройних сил США, який присвоюється військовослужбовцям армії, військово-повітряних, військово-морських сил та корпусу морської піхоти.
Берегова охорона США є єдиним видом збройних сил, який не має прав присвоювати цей знак, проте військовослужбовець берегової охорони має можливість отримати цей знак за умови проходження відповідного курсу повітряно-десантної підготовки в школах інших видів збройних сил.

## Знак армії
Знак парашутиста в армії США може бути вручений будь-якому військовослужбовцю незалежно від роду військ, де він проходить військову службу, при умовах успішного закінчення ним 3-х тижневого курсу в Повітряно-десантній школі Армії США, Форт Беннінг, штат Джорджія. Носіння знака символізує, що військовослужбовець пройшов повний курс підготовки парашутиста та надає йому змогу брати участь у повітряно-десантних операціях.
Нагрудний знак парашутиста був запропонований в 1941 р. генерал-лейтенантом (у той час майор) Уільямом П. Яарборо та затверджений наказом міністерства армії США в березні 1941 р. Знак змінив нашивку парашутиста, яка носилася на правому боці пілотки.
Нагрудний знак парашутиста має три ступені: базовий (парашутист), сеньйор-парашутист та майстер-парашутист. Знаки відрізняються наявністю зірочки та вінка зверху знака.
Сучасні знаки мають такі вимоги:

### Значок парашутиста (базовий)
Для нагородження знаком військовослужбовець повинен успішно закінчити парашутну школу, пройти відповідний курс у повітряно-десантній частині, до якої він приписаний, або в ході ведення бойових дій здійснити хоча б один бойовий стрибок при умовах:
1. Підрозділ (бойова група), що здійснив десантування в ході виконання отриманого бойового завдання, у складі якого військовослужбовець брав активну участь.
2. Під час зіткнення з протиборчими силами противника;
3. Під час служби в складі дружнього підрозділу (військах союзників) на боці збройних сил США в ході бойових дій із противником.

### Значок сеньйора-парашутиста
Для нагородження знаком сеньйора-парашутиста військовослужбовець повинен мати відмінну службову характеристику та відповідати наступним вимогам:
1. Здійснити мінімум 30 стрибків, у тому числі 15 в повному бойовому спорядженні з особистою зброєю під час проведення навчань та бойових дій. При здійсненні стрибків на навчаннях екіпірування повинна включати запас води, добовий раціон продуктів (справжній або муляж), відповідний запас боєприпасів та усе необхідне для ведення бою в тилу противника. Також десантник повинен мати два стрибки вночі та два стрибки у складі великого десанту (не менш ніж десантування парашутно-десантного батальйону).
2. Закінчити повний курс майстра-парашутиста й в цієї якості здійснити щонайменше 1 бойовий стрибок та 15 навчальних стрибків.
3. Проходити службу у повітряно-десантної частини не менш ніж 2 роки, виконуючи програму підготовки та стрибків у складі частини.

### Значок майстра-парашутиста
Для нагородження знаком майстра-парашутиста військовослужбовець повинен мати відмінну службову характеристику та відповідати наступним вимогам:
1. Здійснити мінімум 65 стрибків, у тому числі 25 в повному бойовому спорядженні з особистою зброєю під час проведення навчань та бойових дій. При здійсненні стрибків на навчаннях екіпірування повинна включати запас води, добовий раціон продуктів (справжній або муляж), відповідний запас боєприпасів та усе необхідне для ведення бою в тилу противника. Також десантник повинен мати чотири стрибки вночі та п'ять стрибків у складі великого десанту (не менш ніж десантування в ході навчань парашутно-десантного батальйону або штабу полку у повному складі з усіма елементами).
2. Закінчити повний курс майстра-парашутиста (інструктора повітряно-десантної підготовки) й в цієї якості здійснити щонайменше 1 бойовий стрибок та 33 навчальні стрибки.
3. Проходити службу у повітряно-десантної частини не менш ніж 3 роки, виконуючи програму бойової підготовки та стрибків у складі частини (припускається мати перерви).

### Бойові нагрудні знаки парашутиста
Парашутисти, які мають практичний особистий досвід десантування в тил противника в ході ведення бойових дій мають право на носіння спеціальної відзнаки на значку — бронзових зірочок на куполі та крилах (для п'яти бойових стрибків — одна золота зірка) за кількістю бойових стрибків. Максимальна кількість зірок, яку можливо носити на нагрудному значку — п'ять.
У таких випадках парашутист носить знак з відповідною назвою:
- Бойовий значок парашутиста (базовий),
- Бойовий значок сеньйора-парашутиста,
- Бойовий значок майстра-парашутиста.

### Значок парашутиста ВМС і Корпусу морської піхоти

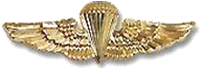
Значок парашутиста ВМС і Корпусу морської піхоти

Значок парашутиста ВМС і Корпусу морської піхоти (колишній Морський значок парашутиста) являє собою значок, виготовлений з срібла і покритий 24-каратним золотом, на якому зображений відкритий парашут з розпростертими крилами. Надається офіцерам і рядовому складу, які здійснили п'ять або більше стрибків, з яких один — денний стрибок із бойовою технікою, два нічні стрибки з бойовою технікою і використовували не менше двох типів військових літаків.

## Цікаві факти
- Положення про носіння золотих зірочок на значку за бойові стрибки довгий строк не було затверджено офіційним наказом, але традиція була дуже розповсюджена поміж учасників бойових операцій ще з часів Другої світової війни. Ця практика існувало неофіційно аж до 1983, до подій 25 жовтня 1983, коли 500 десантників-рейнджерів зі складу 1-го та 2-го полків рейнджерів здійснили бойове десантування на аеропорт Пойнт-Салінас, Гренада під час операції «Необхідна лютість».

14 грудня 1983 міністерство армії США затвердило внесення відповідних змін до значка парашутиста.
- Між десантниками існує жартівлива назва цих відзнак — плями гірчиці.
- У жовтні 1997 року, за виконання показових стрибків з парашутом перед делегацією медичних працівників 10-ї групи сил спеціального призначення армії США, отримали Значок парашутиста (базовий) десантники 320 окремого батальйону забезпечення 95 окремої аеромобільної бригади.